# Orfalu
Orfalu è un comune dell'Ungheria di 65 abitanti (dati 2001). È situato nella contea di Vas.